# Lijst van beelden in Noord-Brabant
Hieronder een overzicht van lijsten van beelden per gemeente in de provincie Noord-Brabant.
- Lijst van beelden in 's-Hertogenbosch
- Lijst van beelden in Alphen-Chaam
- Lijst van beelden in Altena
  - Lijst van beelden in Aalburg
  - Lijst van beelden in Werkendam
  - Lijst van beelden in Woudrichem
- Lijst van beelden in Asten
- Lijst van beelden in Baarle-Nassau
- Lijst van beelden in Bergeijk
- Lijst van beelden in Bergen op Zoom
- Lijst van beelden in Bernheze
- Lijst van beelden in Best
- Lijst van beelden in Bladel
- Lijst van beelden in Boekel
- Lijst van beelden in Boxtel
- Lijst van beelden in Breda
- Lijst van beelden in Cranendonck
- Lijst van beelden in Deurne
- Lijst van beelden in Dongen
- Lijst van beelden in Drimmelen
- Lijst van beelden in Eersel
- Lijst van beelden in Eindhoven
- Lijst van beelden in Etten-Leur
- Lijst van beelden in Geertruidenberg
- Lijst van beelden in Geldrop-Mierlo
- Lijst van beelden in Gemert-Bakel
- Lijst van beelden in Gilze en Rijen
- Lijst van beelden in Goirle
- Lijst van beelden in Halderberge
- Lijst van beelden in Heeze-Leende
- Lijst van beelden in Helmond
- Lijst van beelden in Heusden
- Lijst van beelden in Hilvarenbeek
- Lijst van beelden in Laarbeek
- Lijst van beelden in Land van Cuijk
  - Lijst van beelden in Cuijk
  - Lijst van beelden in Boxmeer
  - Lijst van beelden in Mill en Sint Hubert
  - Lijst van beelden in Sint Anthonis
  - Lijst van beelden in Grave
- Lijst van beelden in Loon op Zand
- Lijst van beelden in Maashorst
- Lijst van beelden in Meierijstad
  - Lijst van beelden in Schijndel
  - Lijst van beelden in Sint-Oedenrode
  - Lijst van beelden in Veghel
- Lijst van beelden in Moerdijk
- Lijst van beelden in Nuenen, Gerwen en Nederwetten
- Lijst van beelden in Oirschot
- Lijst van beelden in Oisterwijk
- Lijst van beelden in Oosterhout
- Lijst van beelden in Oss
- Lijst van beelden in Reusel-De Mierden
- Lijst van beelden in Roosendaal
- Lijst van beelden in Rucphen
- Lijst van beelden in Sint-Michielsgestel
- Lijst van beelden in Someren
- Lijst van beelden in Son en Breugel
- Lijst van beelden in Steenbergen
- Lijst van beelden in Tilburg
- Lijst van beelden in Valkenswaard
- Lijst van beelden in Veldhoven
- Lijst van beelden in Vught
- Lijst van beelden in Waalre
- Lijst van beelden in Waalwijk
- Lijst van beelden in Woensdrecht
- Lijst van beelden in Zundert

Drenthe ·
Flevoland ·
Friesland ·
Gelderland ·
Groningen ·
Limburg ·
Noord-Brabant ·
Noord-Holland ·
Overijssel ·
Utrecht ·
Zeeland ·
Zuid-Holland